# Aardleguanen
Aardleguanen (Liolaemus) zijn een geslacht van hagedissen uit de familie Liolaemidae.

## Naam en indeling
De wetenschappelijke naam van de groep werd voor het eerst voorgesteld door Arend Friedrich August Wiegmann in 1834.
Aardleguanen vormen een van de grootste geslachten van de gewervelde dieren, er zijn ruim 260 soorten. Regelmatig worden nieuwe soorten ontdekt, in het jaar 2017 bijvoorbeeld werden drie nieuwe soorten toegevoegd en eveneens drie in 2018.
Een aantal voormalige soorten worden tegenwoordig niet meer erkend, voorbeelden zijn Liolaemus camarones (gesynomiseerd met Liolaemus fitzingeri), Liolaemus choique  (gesynomiseerd met Liolaemus smaug), Liolaemus filiorum (gesynomiseerd met Liolaemus puritamensis) en Liolaemus kuhlmanni (gesynomiseerd met Liolaemus zapallarensis).

## Verspreiding en habitat
De soorten komen voor in delen van Zuid-Amerika en leven in de landen Argentinië, Bolivia, Brazilië, Chili, Paraguay en Peru.
Veel soorten zijn uitgesproken bergbewoners, de soort Liolaemus andinus bijvoorbeeld komt voor op een hoogte van 3000 tot 4000 boven zeeniveau. De habitat bestaat uit scrubland, tropische of gematigde graslanden en rotsachtige gebieden met een zanderige ondergrond.

## Beschermingsstatus
Door de internationale natuurbeschermingsorganisatie IUCN is aan 240 soorten een beschermingsstatus toegewezen. Aan 73 soorten is de status 'veilig' gegeven (Least Concern of LC), negentien soorten worden gezien als 'onzeker' (Data Deficient of DD), vijftien soorten als 'kwetsbaar' (Vulnerable of VU), negen soorten als 'gevoelig' toegewezen (Near Threatened of NT). Zeventien soorten worden beschouwd als 'bedreigd' (Endangered of EN) en zeven soorten staan te boek als 'ernstig bedreigd' (Critically Endangered of CR).

## Soorten
Het geslacht omvat de volgende soorten, met de auteur en het verspreidingsgebied.

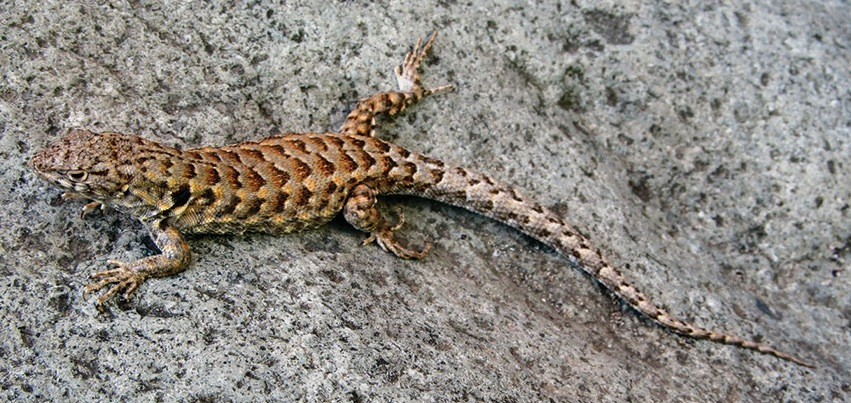
Liolaemus nigromaculatus, vrouwtje.

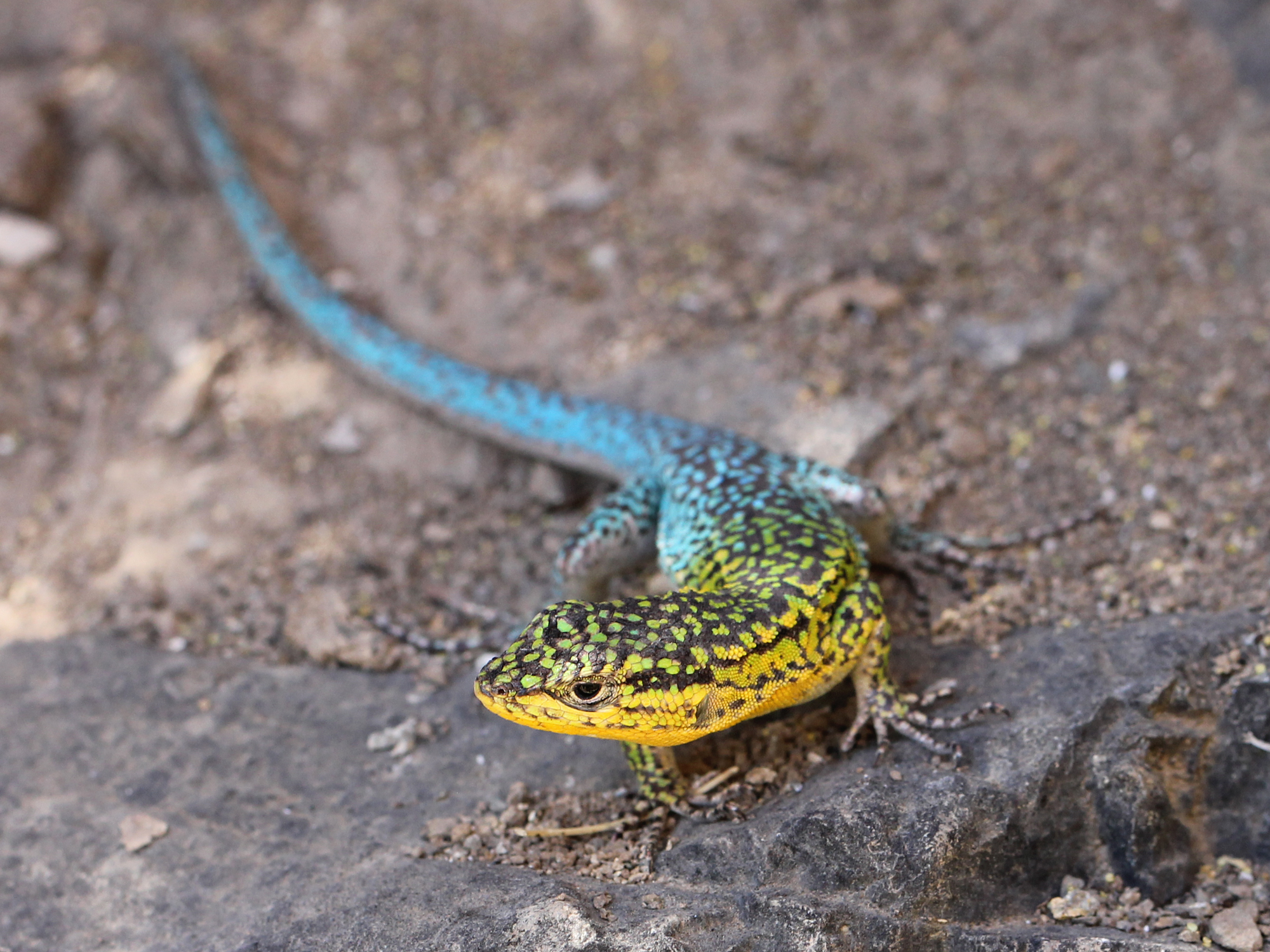
Groene aardleguaan (Liolaemus tenuis)

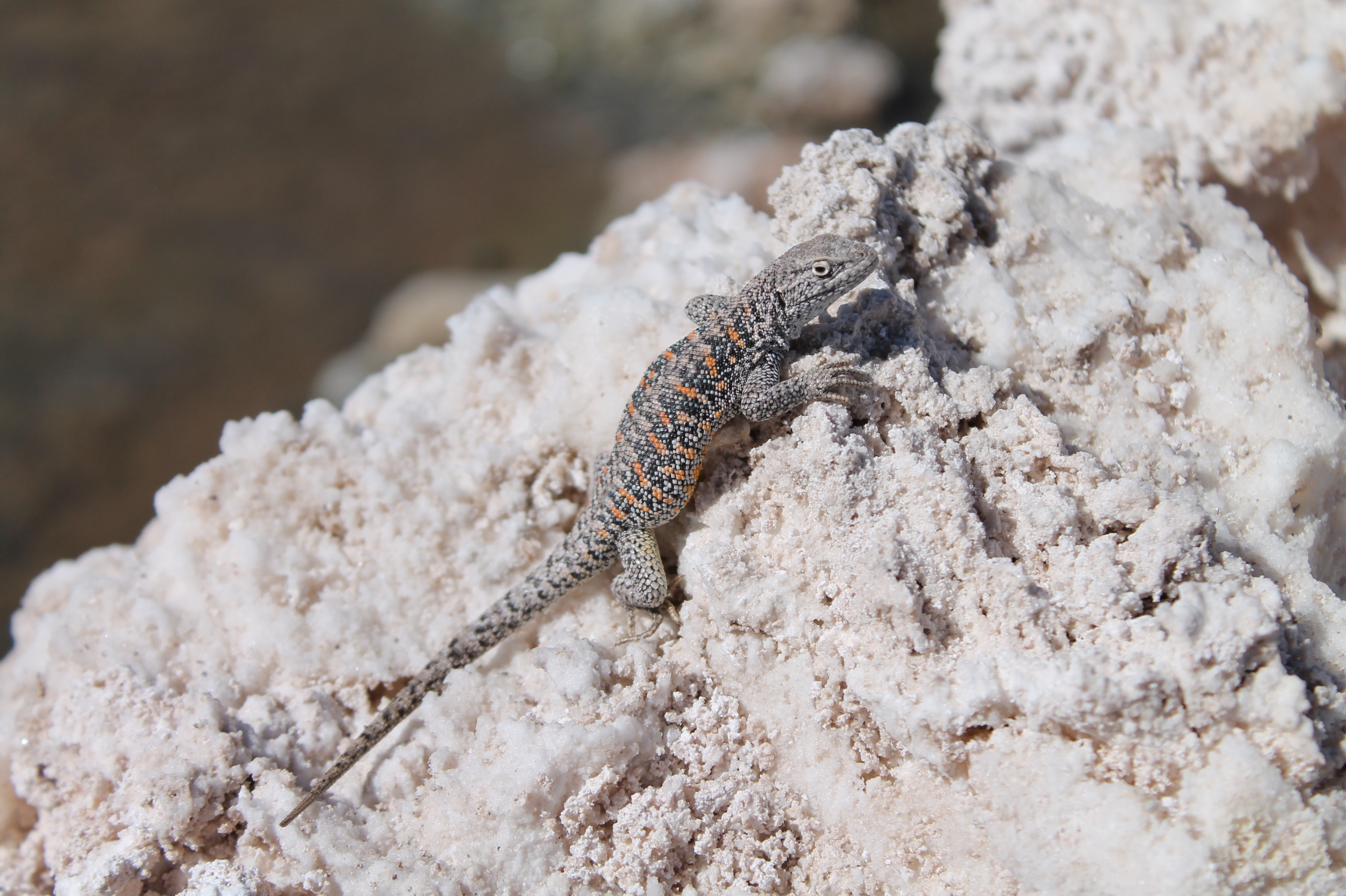
Liolaemus fabiani

| Naam                                  | Auteur | Verspreidingsgebied              |
| ------------------------------------- | --- | -------------------------------- |
| Liolaemus abaucan                     | Etheridge, 1993 | Argentinië                       |
| Liolaemus abdalai                     | Quinteros, 1993 | Argentinië                       |
| Liolaemus absconditus                 | Vega, Quinteros, Stellatelli, Bellagamba, Block & Madrid, 2018                                                          | Argentinië                       |
| Liolaemus acostai                     | Abdala & Juárez-Heredia, 2013                                                                                           | Argentinië                       |
| Liolaemus albiceps                    | Lobo & Laurent, 1995 | Argentinië                       |
| Liolaemus alticolor                   | Barbour, 1909 | Bolivia, Chili, Peru             |
| Liolaemus andinus                     | Koslowsky, 1895 | Argentinië                       |
| Liolaemus annectens                   | Boulenger, 1901 | Argentinië                       |
| Liolaemus anomalus                    | Koslowsky, 1896 | Argentinië, Peru                 |
| Liolaemus antonietae                  | Troncoso-palacios, Esquerré, Urra, Díaz, Castro-pastene & Ruiz, 2018                                                    | Chili                            |
| Liolaemus antumalguen                 | Avila, Morando, Perez & Sites, 2010                                                                                     | Argentinië                       |
| Liolaemus aparicioi                   | Ocampo, Aguilar-Kirigin & Quinteros, 2012                                                                               | Bolivia                          |
| Liolaemus arambarensis                | Verrastro, Veronese, Bujes & Martins Dias Filho, 2003                                                                   | Brazilië                         |
| Liolaemus araucaniensis               | Müller & Hellmich, 1932                                                                                                 | Argentinië, Chili                |
| Liolaemus archeforus                  | Donoso-Barros & Cei, 1971                                                                                               | Argentinië                       |
| Liolaemus atacamensis                 | Müller & Hellmich, 1933                                                                                                 | Chili                            |
| Liolaemus audituvelatus               | Núñez & Yáñez, 1983 | Chili                            |
| Liolaemus austromendocinus            | Cei, 1974 | Argentinië                       |
| Liolaemus avilai                      | Breitman, Parra, Fulvio-Pérez & Sites, 2011                                                                             | Argentinië                       |
| Liolaemus azarai                      | Avila, 2003 | Argentinië, Paraguay             |
| Liolaemus baguali                     | Cei & Scolaro, 1983 | Argentinië                       |
| Liolaemus bellii                      | Gray, 1845 | Chili                            |
| Liolaemus bibronii                    | Bell, 1843 | Argentinië, Chili                |
| Liolaemus bitaeniatus                 | Laurent, 1984 | Argentinië                       |
| Liolaemus boulengeri                  | Koslowsky, 1898 | Argentinië                       |
| Liolaemus buergeri                    | Werner, 1907 | Argentinië, Chili                |
| Liolaemus burmeisteri                 | Avila, Fulvio-Perez, Medina, Sites & Morando, 2012                                                                      | Argentinië                       |
| Liolaemus calchaqui                   | Lobo & Kretzschmar, 1996                                                                                                | Argentinië                       |
| Liolaemus calliston                   | Avila, Fulvio-perez, Minoli, Medina, Sites & Morando, 2017                                                              | Argentinië                       |
| Liolaemus canqueli                    | Cei, 1975 | Argentinië                       |
| Liolaemus caparensis                  | Breitman, Fulvio-Pérez, Parra, Morando, Sites & Avila, 2011                                                             | Argentinië                       |
| Liolaemus capillitas                  | Hulse, 1979 | Argentinië                       |
| Liolaemus carlosgarini                | Esquerré, Núñez & Scolaro, 2013                                                                                         | Chili                            |
| Liolaemus casamiquelai                | Avila, Fulvio-Perez, Morando & Sites, 2010                                                                              | Argentinië                       |
| Liolaemus cazianiae                   | Lobo, Slodki & Valdecantos, 2010                                                                                        | Argentinië                       |
| Liolaemus chacabucoense               | Nuñez & Scolaro, 2009                                                                                                   | Argentinië, Chili                |
| Liolaemus chacoensis                  | Shreve, 1948 | Argentinië, Bolivia, Paraguay    |
| Liolaemus chaltin                     | Lobo & Espinoza, 2004                                                                                                   | Argentinië, Bolivia              |
| Liolaemus chavin                      | Aguilar, Wood, Cusi, Guzmán, Huari, Lundberg, Mortensen, Ramírez, Robles, Suárez, Ticona, Vargas, Venegas & Sites, 2013 | Peru                             |
| Liolaemus chehuachekenk               | Avila, Morando & Sites, 2008                                                                                            | Argentinië                       |
| Liolaemus chiliensis                  | Lesson, 1830 | Argentinië, Chili                |
| Liolaemus chillanensis                | Müller & Hellmich, 1932                                                                                                 | Argentinië, Chili                |
| Liolaemus chlorostictus               | Laurent, 1993 | Argentinië, Bolivia              |
| Liolaemus chungara                    | Quinteros, Valladares, Semham, Acosta, Barrionuevo & Abdala, 2014                                                       | Chili                            |
| Liolaemus cinereus                    | Monguillot, Cabrera, Acosta & Villavicencio, 2006                                                                       | Argentinië                       |
| Liolaemus coeruleus                   | Cei & Ortiz-Zapata, 1983                                                                                                | Argentinië, Chili                |
| Liolaemus confusus                    | Nunez & Pincheira-Donoso, 2006                                                                                          | Chili                            |
| Liolaemus constanzae                  | Donoso-Barros, 1961 | Argentinië, Chili                |
| Liolaemus crandalli                   | Avila, Medina, Perez, Sites & Morando, 2015                                                                             | Argentinië                       |
| Liolaemus cranwelli                   | Donoso-Barros, 1973 | Bolivia                          |
| Liolaemus crepuscularis               | Abdala & Gomez Diaz, 2006                                                                                               | Argentinië                       |
| Liolaemus cristiani                   | Núñez, Navarro & Loyola, 1991                                                                                           | Chili                            |
| Liolaemus curicensis                  | Müller & Hellmich, 1938                                                                                                 | Chili                            |
| Liolaemus curis                       | Núñez & Labra, 1985 | Chili                            |
| Liolaemus cuyanus                     | Cei & Scolaro, 1980 | Argentinië                       |
| Liolaemus cuyumhue                    | Avila, Morando, Perez & Sites, 2009                                                                                     | Argentinië                       |
| Liolaemus cyaneinotatus               | Martinez, Avila, Fulvio-Pérez, Perez, Sites & Morando, 2011                                                             | Argentinië                       |
| Liolaemus cyanogaster                 | Duméril & Bibron, 1837                                                                                                  | Argentinië, Chili                |
| Liolaemus darwinii                    | Bell, 1843 | Argentinië                       |
| Liolaemus diaguita                    | Abdala, Quinteros, Arias, Portelli & Palavecino, 2011                                                                   | Argentinië                       |
| Liolaemus dicktracyi                  | Espinoza & Lobo, 2003                                                                                                   | Argentinië                       |
| Liolaemus disjunctus                  | Laurent, 1990 | Peru                             |
| Liolaemus ditadai                     | Cei, 1983 | Argentinië                       |
| Liolaemus donosobarrosi               | Cei, 1974 | Argentinië                       |
| Liolaemus dorbignyi                   | Koslowsky, 1898 | Argentinië, Bolivia              |
| Liolaemus duellmani                   | Cei, 1978 | Argentinië                       |
| Liolaemus dumerili                    | Abdala, Semhan, Moreno Azocar, Bonino, Paz & Cruz, 2012                                                                 | Argentinië                       |
| Liolaemus eleodori                    | Cei, Etheridge & Videla, 1985                                                                                           | Argentinië                       |
| Liolaemus elongatus                   | Koslowsky, 1896 | Argentinië, Chili                |
| Liolaemus erguetae                    | Laurent, 1995 | Bolivia, Chili                   |
| Liolaemus erroneus                    | Núñez & Yáñez, 1983 | Chili                            |
| Liolaemus escarchadosi                | Scolaro, 1997 | Argentinië, Chili                |
| Liolaemus espinozai                   | Abdala, 2005 | Argentinië                       |
| Liolaemus etheridgei                  | Laurent, 1998 | Peru                             |
| Liolaemus evaristoi                   | Gutiérrez, Chaparro, Vásquez, Quiroz, Aguilar-kirgin & Abdala, 2018                                                     | Peru                             |
| Liolaemus exploratorum                | Cei & Williams, 1984 | Argentinië                       |
| Liolaemus fabiani                     | Yáñez & Núñez, 1983 | Chili                            |
| Liolaemus famatinae                   | Cei, 1980 | Argentinië                       |
| Liolaemus fittkaui                    | Laurent, 1986 | Bolivia                          |
| Liolaemus fitzgeraldi                 | Boulenger, 1899 | Argentinië, Chili                |
| Liolaemus fitzingerii                 | Duméril & Bibron, 1837                                                                                                  | Argentinië, Chili                |
| Liolaemus flavipiceus                 | Cei & Avila, 2003 | Argentinië, Chili                |
| Liolaemus forsteri                    | Laurent, 1982 | Bolivia                          |
| Liolaemus foxi                        | Núñez, Navarro & Veloso, 2000                                                                                           | Chili                            |
| Liolaemus frassinettii                | Núñez, 2007 | Chili                            |
| Liolaemus fuscus                      | Boulenger, 1885 | Argentinië, Chili                |
| Liolaemus gallardoi                   | Cei & Scolaro, 1982 | Argentinië                       |
| Liolaemus gardeli                     | Verrastro, Maneyro, Da Silva & Farias, 2017                                                                             | Uruguay                          |
| Liolaemus goetschi                    | Müller & Hellmich, 1938                                                                                                 | Argentinië                       |
| Liolaemus gracielae                   | Abdala, Acosta, Cabrera, Villavicencio & Marinero, 2009                                                                 | Argentinië                       |
| Liolaemus gracilis                    | Bell, 1843 | Argentinië                       |
| Liolaemus gravenhorstii               | Gray, 1845 | Argentinië, Chili                |
| Liolaemus griseus                     | Laurent, 1984 | Argentinië                       |
| Liolaemus grosseorum                  | Etheridge, 2001 | Argentinië                       |
| Liolaemus gununakuna                  | Avila, Morando, Perez & Sites, 2004                                                                                     | Argentinië                       |
| Liolaemus hajeki                      | Núñez, Pincheira-Donoso & Garín, 2004                                                                                   | Chili                            |
| Liolaemus halonastes                  | Lobo, Slodki & Valdecantos, 2010                                                                                        | Argentinië                       |
| Liolaemus hatcheri                    | Stejneger, 1909 | Argentinië                       |
| Liolaemus heliodermis                 | Espinoza, Lobo & Cruz, 2000                                                                                             | Argentinië                       |
| Liolaemus hellmichi                   | Donoso-Barros, 1975 | Chili                            |
| Liolaemus hermannunezi                | Pincheira-Donoso, Scolaro & Schulte, 2007                                                                               | Argentinië, Chili                |
| Liolaemus huacahuasicus               | Laurent, 1985 | Argentinië                       |
| Liolaemus huayra                      | Abdala, Quinteros & Espinoza, 2008                                                                                      | Argentinië                       |
| Liolaemus igneus                      | Demangel, 2016 | Chili                            |
| Liolaemus inacayali                   | Abdala, 2003 | Argentinië                       |
| Liolaemus incaicus                    | Lobo, Quinteros & Gómez, 2007                                                                                           | Peru                             |
| Liolaemus insolitus                   | Cei, 1982 | Peru                             |
| Liolaemus inti                        | Abdala, Quinteros & Espinoza, 2008                                                                                      | Argentinië                       |
| Liolaemus irregularis                 | Laurent, 1986 | Chili                            |
| Liolaemus isabelae                    | Navarro & Núñez, 1993                                                                                                   | Chili                            |
| Liolaemus islugensis                  | Ortiz & Marquet, 1987                                                                                                   | Chili, Bolivia                   |
| Liolaemus jamesi                      | Boulenger, 1891 | Chili, Bolivia                   |
| Liolaemus janequeoae                  | Troncoso-Palacios, Dias, Puas, Riveros-Riffo & Elorza, 2016                                                             | Chili                            |
| Liolaemus josei                       | Abdala, 2005 | Argentinië                       |
| Liolaemus juanortizi                  | Young-Downey & Moreno, 1992                                                                                             | Chili                            |
| Liolaemus kingii                      | Bell, 1843 | Argentinië, Chili                |
| Liolaemus kolengh                     | Abdala & Lobo, 2006 | Argentinië, Chili                |
| Liolaemus koslowskyi                  | Etheridge, 1993 | Argentinië                       |
| Liolaemus kriegi                      | Müller & Hellmich, 1939                                                                                                 | Argentinië                       |
| Liolaemus laurenti                    | Etheridge, 1992 | Argentinië                       |
| Liolaemus lavillai                    | Abdala & Lobo, 2006 | Argentinië                       |
| Liolaemus leftrarui                   | Troncoso-Palacios, Dias, Puas, Riveros-Riffo & Elorza, 2016                                                             | Chili                            |
| Liolaemus lemniscatus                 | Gravenhorst, 1838 | Argentinië, Chili                |
| Liolaemus lentus                      | Gallardo, 1966 | Argentinië                       |
| Liolaemus leopardinus                 | Müller & Hellmich, 1932                                                                                                 | Chili                            |
| Liolaemus lineomaculatus              | Boulenger, 1885 | Argentinië, Chili                |
| Liolaemus loboi                       | Abdala, 2003 | Argentinië                       |
| Liolaemus lonquimayensis              | Escobar-Huerta, Santibáñez-Toro & Ortiz, 2015                                                                           | Chili                            |
| Liolaemus lopezi                      | Ibarra-Vidal, 2005 | Chili                            |
| Liolaemus lorenzmuelleri              | Hellmich, 1950 | Chili                            |
| Liolaemus lutzae                      | Mertens, 1938 | Brazilië                         |
| Liolaemus magellanicus                | Hombron & Jacquinot, 1847                                                                                               | Argentinië, Chili                |
| Liolaemus maldonadae                  | Núñez, Navarro & Loyola, 1991                                                                                           | Chili                            |
| Liolaemus mapuche                     | Abdala, 2002 | Argentinië                       |
| Liolaemus martorii                    | Abdala, 2003 | Argentinië                       |
| Liolaemus melaniceps                  | Pincheira-Donoso & Nunez, 2005                                                                                          | Chili                            |
| Liolaemus melanogaster                | Laurent, 1998 | Peru                             |
| Liolaemus melanopleurus               | Philippi, 1860 | Chili                            |
| Liolaemus melanops                    | Burmeister, 1888 | Argentinië                       |
| Liolaemus millcayac                   | Abdala & Juárez-Heredia, 2013                                                                                           | Argentinië                       |
| Liolaemus molinai                     | Valladares, Etheridge, Schulte, Manriquez & Spotorno, 2002                                                              | Chili                            |
| Liolaemus montanezi                   | Cabrera & Monguillot, 2006                                                                                              | Argentinië                       |
| Liolaemus montanus                    | Koslowsky, 1898 | Argentinië                       |
| Liolaemus monticola                   | Müller & Hellmich, 1932                                                                                                 | Chili                            |
| Liolaemus moradoensis                 | Hellmich, 1950 | Chili                            |
| Liolaemus morandae                    | Breitman, Parra, Fulvio-Pérez & Sites, 2011                                                                             | Argentinië                       |
| Liolaemus morenoi                     | Etheridge & Christie, 2003                                                                                              | Argentinië                       |
| Liolaemus multicolor                  | Koslowsky, 1898 | Argentinië                       |
| Liolaemus multimaculatus              | Duméril & Bibron, 1837                                                                                                  | Argentinië                       |
| Liolaemus neuquensis                  | Müller & Hellmich, 1939                                                                                                 | Argentinië                       |
| Liolaemus nigriceps                   | Philippi, 1860 | Argentinië, mogelijk in Chili    |
| Liolaemus nigrocoeruleus              | Marambio-Alfaro & Troncoso-Palacios, 2014                                                                               | Chili                            |
| Liolaemus nigromaculatus              | Wiegmann, 1834 | Chili                            |
| Liolaemus nigroviridis                | Müller & Hellmich, 1932                                                                                                 | Chili                            |
| Liolaemus nitidus                     | Wiegmann, 1834 | Chili                            |
| Liolaemus occipitalis                 | Boulenger, 1885 | Brazilië, Uruguay                |
| Liolaemus olongasta                   | Etheridge, 1993 | Argentinië                       |
| Liolaemus omorfi                      | Demangel, Sepúlveda, Jara, Pincheira-Donoso & Nunez, 2015                                                               | Chili, mogelijk Argentinië       |
| Liolaemus orientalis                  | Müller, 1924 | Argentinië, Bolivia              |
| Liolaemus orko                        | Abdala & Quinteros, 2008                                                                                                | Argentinië                       |
| Liolaemus ornatus                     | Koslowsky, 1898 | Argentinië, Bolivia, Chili, Peru |
| Liolaemus ortizii                     | Laurent, 1982 | Peru                             |
| Liolaemus pacha                       | Juárez Heredia, Robles & Halloy, 2013                                                                                   | Argentinië                       |
| Liolaemus pachacutec                  | Aguilar, Wood, Cusi, Guzmán, Huari, Lundberg, Mortensen, Ramírez, Robles, Suárez, Ticona, Vargas, Venegas & Sites, 2013 | Peru                             |
| Liolaemus pachecoi                    | Laurent, 1995 | Bolivia, Chili                   |
| Liolaemus pagaburoi                   | Lobo & Espinoza, 1999                                                                                                   | Argentinië                       |
| Liolaemus pantherinus                 | Pellegrin, 1909 | Bolivia, Chili, Peru             |
| Liolaemus parthenos                   | Abdala, Baldo, Juárez & Espinoza, 2016                                                                                  | Argentinië                       |
| Liolaemus parvus                      | Quinteros, Abdala, Gómez & Scrocchi, 2008                                                                               | Argentinië                       |
| Liolaemus patriciaiturrae             | Navarro & Núñez, 1993                                                                                                   | Chili                            |
| Liolaemus paulinae                    | Donoso-Barros, 1961 | Chili                            |
| Liolaemus petrophilus                 | Donoso-Barros & Cei, 1971                                                                                               | Argentinië                       |
| Liolaemus pictus                      | Duméril & Bibron, 1837                                                                                                  | Argentinië, Chili                |
| Liolaemus pipanaco                    | Abdala & Juárez-Heredia, 2013                                                                                           | Argentinië                       |
| Liolaemus platei                      | Werner, 1898 | Chili                            |
| Liolaemus pleopholis                  | Laurent, 1998 | Chili                            |
| Liolaemus poconchilensis              | Valladares, 2004 | Chili, Peru                      |
| Liolaemus poecilochromus              | Laurent, 1986 | Argentinië                       |
| Liolaemus polystictus                 | Laurent, 1992 | Peru                             |
| Liolaemus porosus                     | Abdala, Paz & Semhan, 2013                                                                                              | Argentinië, Chili                |
| Liolaemus pseudoanomalus              | Cei, 1981 | Argentinië                       |
| Liolaemus pseudolemniscatus           | Lamborot & Ortiz, 1990                                                                                                  | Chili                            |
| Liolaemus puelche                     | Avila, Morando, Fulvio-Pérez & Sites, 2007                                                                              | Argentinië                       |
| Liolaemus pulcherrimus                | Laurent, 1992 | Argentinië                       |
| Liolaemus puna                        | Lobo & Espinoza, 2004                                                                                                   | Argentinië, Bolivia, Chili       |
| Liolaemus punmahuida                  | Avila, Perez & Morando, 2003                                                                                            | Argentinië                       |
| Liolaemus puritamensis                | Núñez & Fox, 1989 | Argentinië, Chili                |
| Liolaemus purul                       | Abdala, Semhan, Moreno Azocar, Bonino, Paz & Cruz, 2012                                                                 | Argentinië                       |
| Liolaemus pyriphlogos                 | Quinteros, 1993 | Argentinië                       |
| Liolaemus quilmes                     | Etheridge, 1993 | Argentinië                       |
| Liolaemus rabinoi                     | Cei, 1974 | Argentinië                       |
| Liolaemus ramirezae                   | Lobo & Espinoza, 1999                                                                                                   | Argentinië                       |
| Liolaemus ramonensis                  | Müller & Hellmich, 1932                                                                                                 | Chili                            |
| Liolaemus riodamas                    | Esquerré, Núñez & Scolaro, 2013                                                                                         | Chili                            |
| Liolaemus riojanus                    | Cei, 1979 | Argentinië                       |
| Liolaemus robertmertensi              | Hellmich, 1964 | Argentinië                       |
| Liolaemus robertoi                    | Pincheira-Donoso & Núñez, 2004                                                                                          | Peru                             |
| Liolaemus robustus                    | Laurent, 1992 | Peru                             |
| Liolaemus rosenmanni                  | Núñez & Navarro, 1992                                                                                                   | Chili                            |
| Liolaemus rothi                       | Koslowsky, 1898 | Argentinië                       |
| Liolaemus ruibali                     | Donoso-Barros, 1961 | Argentinië                       |
| Liolaemus sagei                       | Etheridge & Christie, 2003                                                                                              | Argentinië                       |
| Liolaemus salinicola                  | Laurent, 1986 | Argentinië                       |
| Liolaemus sanjuanensis                | Cei, 1982 | Argentinië                       |
| Liolaemus sarmientoi                  | Donoso-Barros, 1973 | Argentinië, Chili                |
| Liolaemus saxatilis                   | Avila & Cei, 1992 | Argentinië                       |
| Liolaemus scapularis                  | Marx, 1960 | Argentinië                       |
| Liolaemus schmidti                    | Marx, 1960 | Chili, Bolivia                   |
| Liolaemus schroederi                  | Müller & Hellmich, 1938                                                                                                 | Chili                            |
| Liolaemus scolaroi                    | Pincheira-Donoso & Nunez, 2005                                                                                          | Argentinië, Chili                |
| Liolaemus scorialis                   | Troncoso-Palacios, Díaz, Esquerré & Urra, 2015                                                                          | Chili                            |
| Liolaemus scrocchii                   | Quinteros, Abdala & Lobo, 2008                                                                                          | Argentinië                       |
| Liolaemus senguer                     | Abdala, 2005 | Argentinië                       |
| Liolaemus septentrionalis             | Pincheira-Donoso & Núñez, 2005                                                                                          | Chili                            |
| Liolaemus shehuen                     | Abdala, Díaz-Gómez & Juarez-Heredia, 2012                                                                               | Argentinië                       |
| Liolaemus shitan                      | Abdala, Quinteros, Scrocchi & Stazzonelli, 2010                                                                         | Argentinië                       |
| Liolaemus signifer                    | Duméril & Bibron, 1837                                                                                                  | Chili, Bolivia, Peru             |
| Liolaemus silvai                      | Ortiz, 1989 | Chili                            |
| Liolaemus silvanae                    | Donoso-Barros & Cei, 1971                                                                                               | Argentinië                       |
| Liolaemus sitesi                      | Avila, Olave, Fulvio-Perez, Perez & Morando, 2013                                                                       | Argentinië                       |
| Liolaemus smaug                       | Abdala, Quinteros, Scrocchi & Stazzonelli, 2010                                                                         | Argentinië                       |
| Liolaemus somuncurae                  | Cei & Scolaro, 1981 | Argentinië                       |
| Liolaemus stolzmanni                  | Steindachner, 1891 | Chili                            |
| Liolaemus tacnae                      | Shreve, 1941 | Peru                             |
| Liolaemus tacora                      | Demangel, 2016 | Chili                            |
| Liolaemus talampaya                   | Avila, Morando, Perez & Sites, 2004                                                                                     | Argentinië                       |
| Liolaemus tandiliensis                | Vega, Bellagamba & Lobo, 2008                                                                                           | Argentinië                       |
| Liolaemus tari                        | Scolaro & Cei, 1997 | Argentinië                       |
| Liolaemus tehuelche                   | Abdala, 2003 | Argentinië                       |
| Liolaemus telsen                      | Cei & Scolaro, 1999 | Argentinië                       |
| Groene aardleguaan (Liolaemus tenuis) | Duméril & Bibron, 1837                                                                                                  | Chili, Argentinië                |
| Liolaemus thermarum                   | Videla & Cei, 1996 | Argentinië                       |
| Liolaemus thomasi                     | Laurent, 1998 | Peru                             |
| Liolaemus tirantii                    | Avila, Fulvio-perez, Minoli, Medina, Sites & Morando, 2017                                                              | Argentinië                       |
| Liolaemus tolhuaca                    | Demangel, 2016 | Chili                            |
| Liolaemus torresi                     | Núñez, Navarro, Garín, Pincheira-Donoso & Meriggio, 2003                                                                | Chili                            |
| Liolaemus tregenzai                   | Pincheira-Donoso & Scolaro, 2007                                                                                        | Argentinië                       |
| Liolaemus tristis                     | Scolaro & Cei, 1997 | Argentinië                       |
| Liolaemus tromen                      | Abdala, Semhan, Moreno Azocar, Bonino, Paz & Cruz, 2012                                                                 | Argentinië                       |
| Liolaemus tulkas                      | Quinteros, Abdala, Gómez & Scrocchi, 2008                                                                               | Argentinië                       |
| Liolaemus ubaghsi                     | Esquerré, Troncoso-Palacios, Garín & Núñez, 2014                                                                        | Chili                            |
| Liolaemus umbrifer                    | Espinoza & Lobo, 2003                                                                                                   | Argentinië                       |
| Liolaemus uniformis                   | Troncoso-Palacios, Elorza, Puas & Alfaro-Pardo, 2016                                                                    | Chili                            |
| Liolaemus uptoni                      | Scolaro & Cei, 2006 | Argentinië                       |
| Liolaemus uspallatensis               | Macola & Castro, 1982                                                                                                   | Argentinië                       |
| Liolaemus valdesianus                 | Hellmich, 1950 | Chili                            |
| Liolaemus vallecurensis               | Pereyra, 1992 | Argentinië                       |
| Liolaemus variegatus                  | Laurent, 1984 | Bolivia                          |
| Liolaemus velosoi                     | Ortiz, 1987 | Chili                            |
| Liolaemus villaricensis               | Müller & Hellmich, 1932                                                                                                 | Chili                            |
| Liolaemus vulcanus                    | Quinteros & Abdala, 2011                                                                                                | Argentinië                       |
| Liolaemus walkeri                     | Shreve, 1938 | Peru                             |
| Liolaemus wari                        | Aguilar, Wood, Cusi, Guzmán, Huari, Lundberg, Mortensen, Ramírez, Robles, Suárez, Ticona, Vargas, Venegas & Sites, 2013 | Peru                             |
| Liolaemus wiegmannii                  | Duméril & Bibron, 1837                                                                                                  | Argentinië, Uruguay              |
| Liolaemus williamsi                   | Laurent, 1992 | Peru                             |
| Liolaemus xanthoviridis               | Cei & Scolaro, 1980 | Argentinië                       |
| Liolaemus yalguaraz                   | Abdala, Quinteros & Semhan, 2015                                                                                        | Argentinië                       |
| Liolaemus yanalcu                     | Martínez Oliver & Lobo, 2002                                                                                            | Argentinië                       |
| Liolaemus yatel                       | Abdala, Procopio, Stellatelli, Travaini, Rodríguez & Ruiz Monachesi, 2014                                               | Argentinië                       |
| Liolaemus zabalai                     | Troncoso-Palacios, Díaz, Esquerré & Urra, 2015                                                                          | Chili                            |
| Liolaemus zapallarensis               | Müller & Hellmich, 1933                                                                                                 | Chili                            |
| Liolaemus zullyae                     | Cei & Scolaro, 1996 | Chili, Argentinië                |